# Školská
Školská ulice na Novém Městě v Praze 1 je situována ve svahu, spojuje ulice Žitnou a Vodičkovu, protíná ji Řeznická ulice a ústí do ní ulice Navrátilova. V ulici jsou budovy několika škol a pobočka Městské knihovny. Číslo 16 bylo rodným domem spisovatele Jaroslava Haška (1883-1923). Vzdělávací a výstavní prostory jsou v novorenesančním domě ve Školské ulici 28.

## Historie a názvy
Ulice vznikala od poloviny 14. století, kdy bylo založeno Nové Město Pražské. Názvy ulice:
- 15. století - "Židovská"
- 16. století - "Velká řeznická", "Masná", "Řeznická"
- od roku 1869 podle dívčí školy - "Školská".

## Budovy, firmy a instituce
- Dům U Doušů (U Ambrožů) čp. 687/II – Školská 13, raně barokní dům se zahradou Ambrože Krystýna byl přestavěn v letech 1804-1806 na řadový dvoupatrový činžovní dům; před výstavbou sousední vlastní budovy sloužil Vyšší dívčí škole.
- Státní jazyková škola čp. 685/II - Školská 15[3] a Školská 17, budova bývalého dívčího reálného gymnázia, třípatrová a třítraktová novorenesanční stavba podle projektu architektů Jenšovského a Josefa Srdínka z let 1874-1877 [4]
- Rodný dům Jaroslava Haška čp. 1325/II - Školská 16, třípatrový klasicistní dům z roku 1842, architekt Johann Nowotný. Dům je od roku 1971 chráněn jako kulturní památka České republiky[5], na fasádě pamětní deska.[6]
- Základní škola Vodičkova, bývalá Vyšší dívčí škola čp. 683/II až 684/II - Školská 19, Vodičkova 22[7] novorenesanční budovu navrhl architekt Ignác Vojtěch Ullmann
- Dům U Rytířů čp.693/II, novorenesanční nájemní dům navrhl arch. Jan Rixy, sgrafita na fasádě Mikoláš Aleš - Školská 28;[8]; nyní víceúčelové využití, mj. Leica Gallery s kavárnou[9] a Komunikační prostor Linhartovy nadace[10]
- Pobočka Městské knihovny - Školská 30[11]
- Řadový nájemní dům čp. kavárna Café Therapy - Školská 30[12]
- Řadový dvoupatrový novoklasicistní dům čp. 694/II - Školská 32, návrh arch. Josef Wewera; památkově chráněný[13]
- Řadový nájemní dům, v přízemí hračkářství Hračkotéka - Školská 34[14]